# Avià
Avià est une commune de la communauté de Catalogne en Espagne, située dans la Province de Barcelone. Elle appartient à la comarque de Berguedà.

## Lieux et monuments

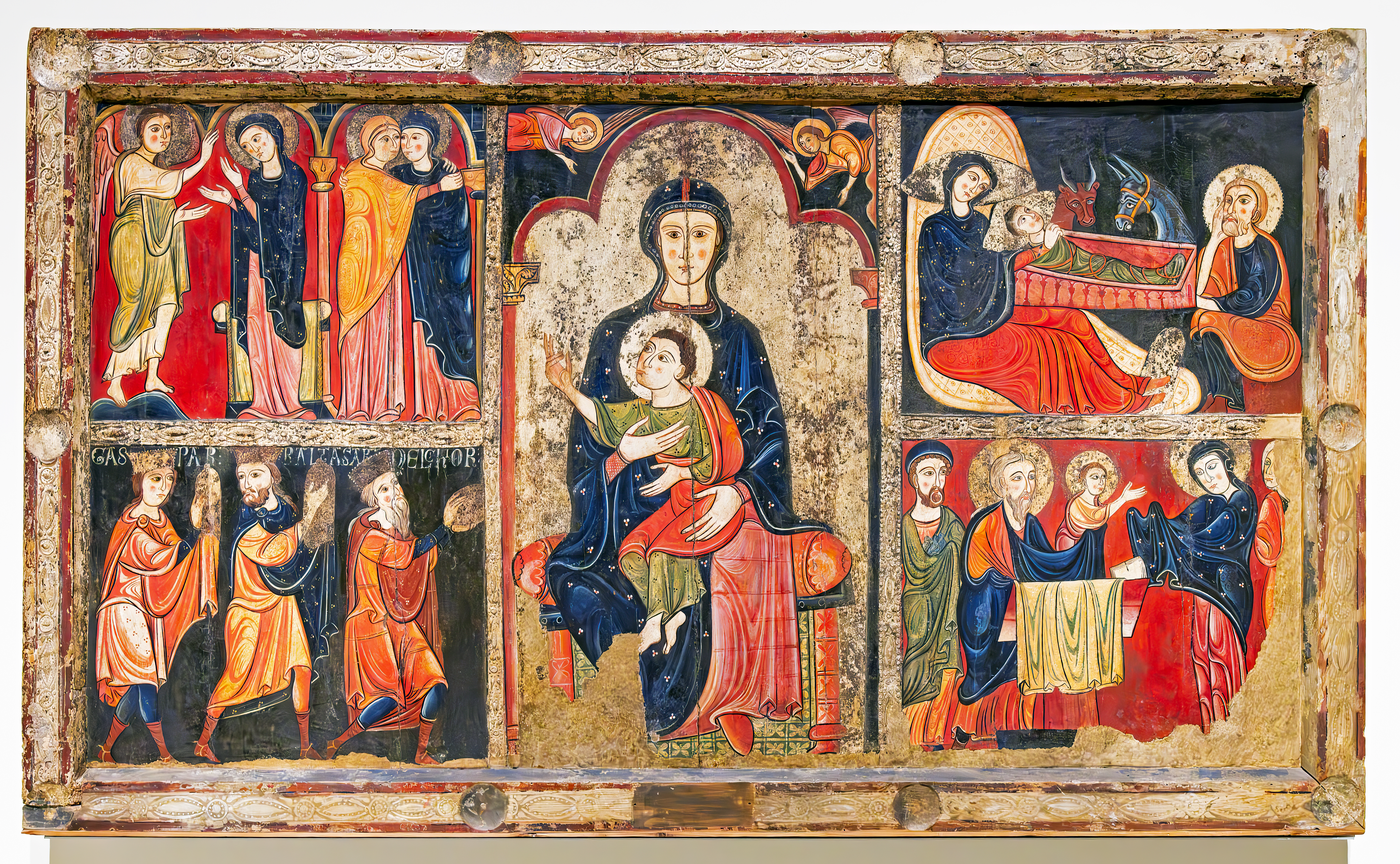
Devant d'autel

- Devant d'autel d'Avià exposé au Musée national d'art de Catalogne; une reproduction est présente à l'église Santa Maria.

## Images

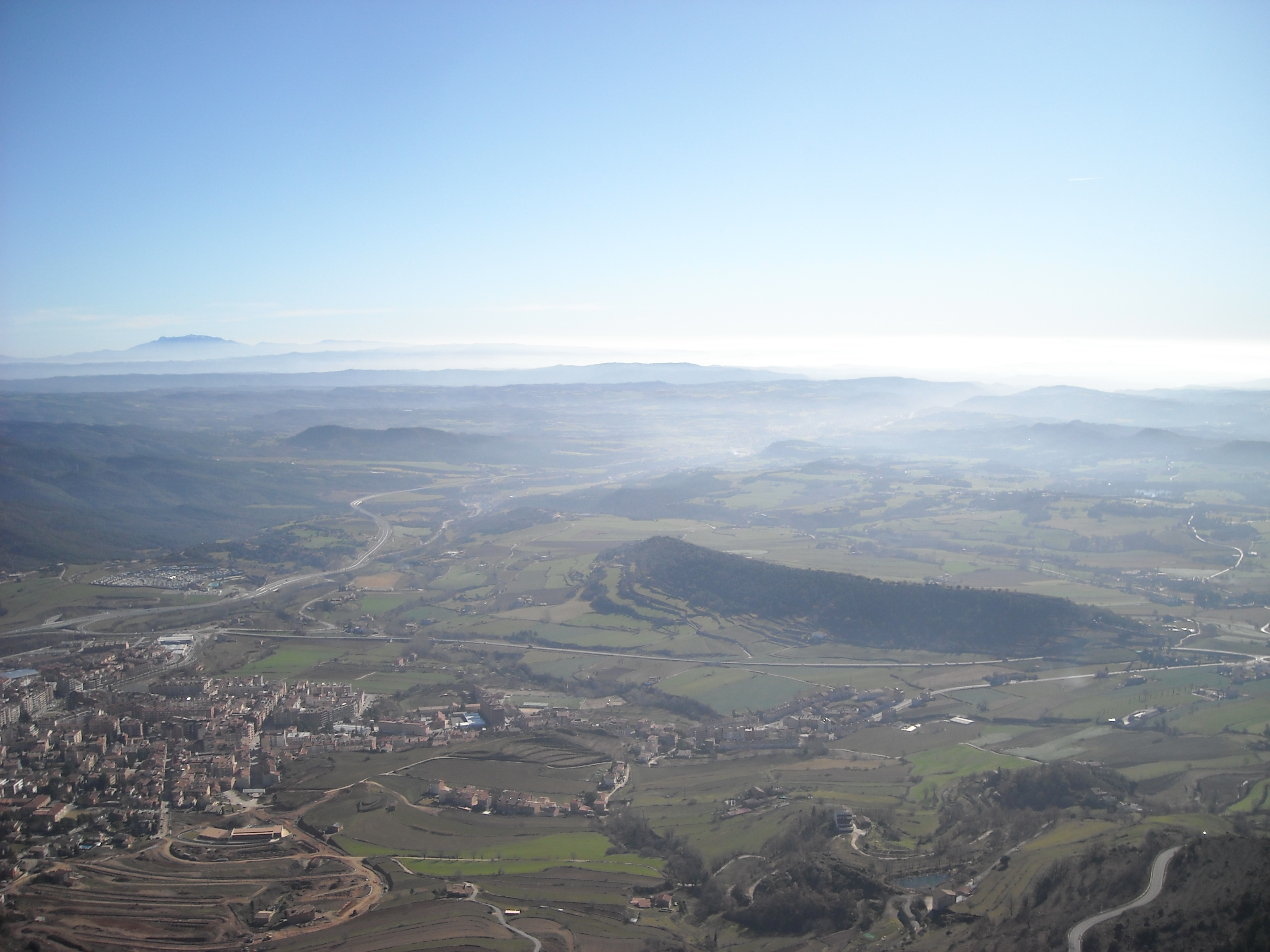
Avià et Serra de Noet
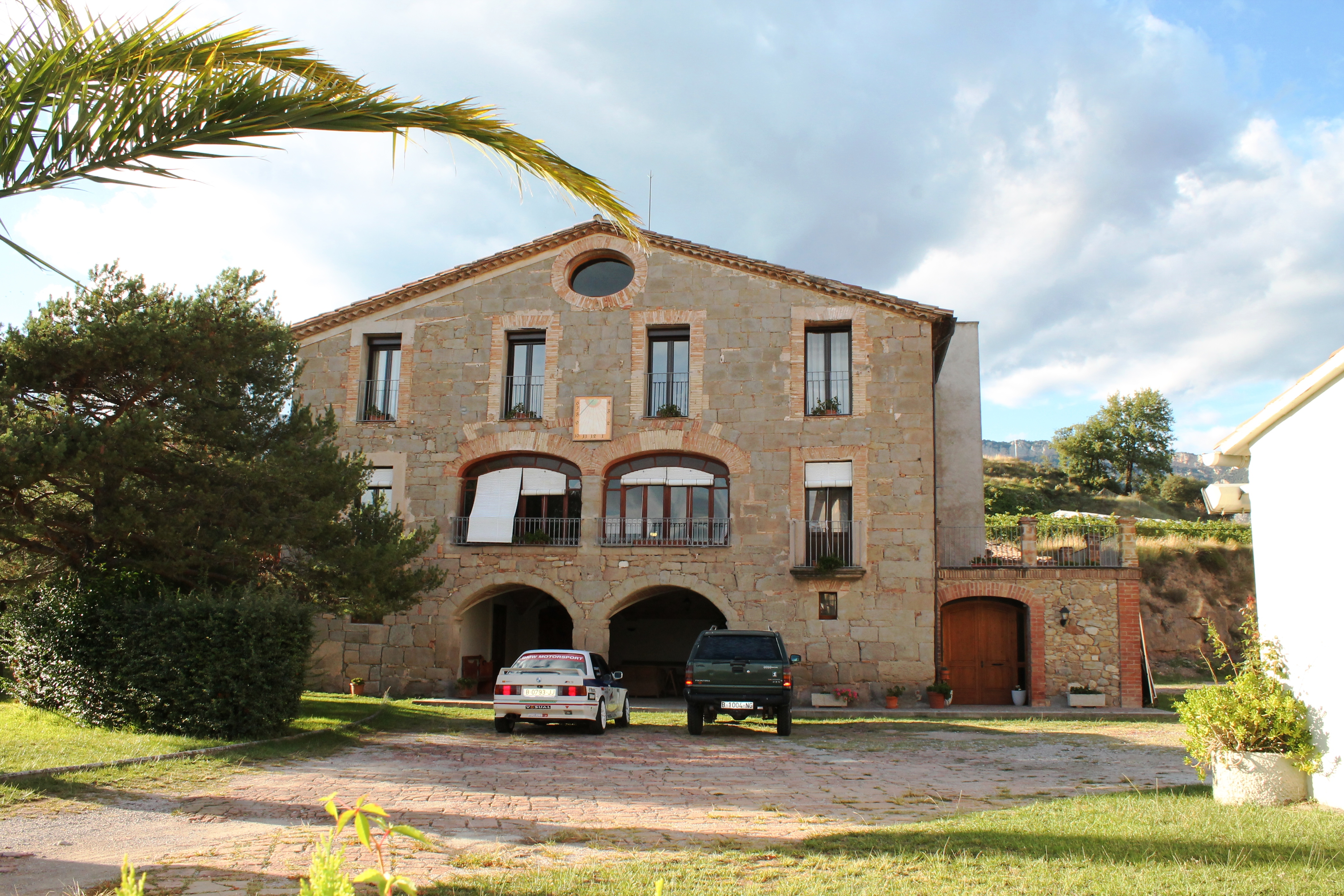
Cal Mas
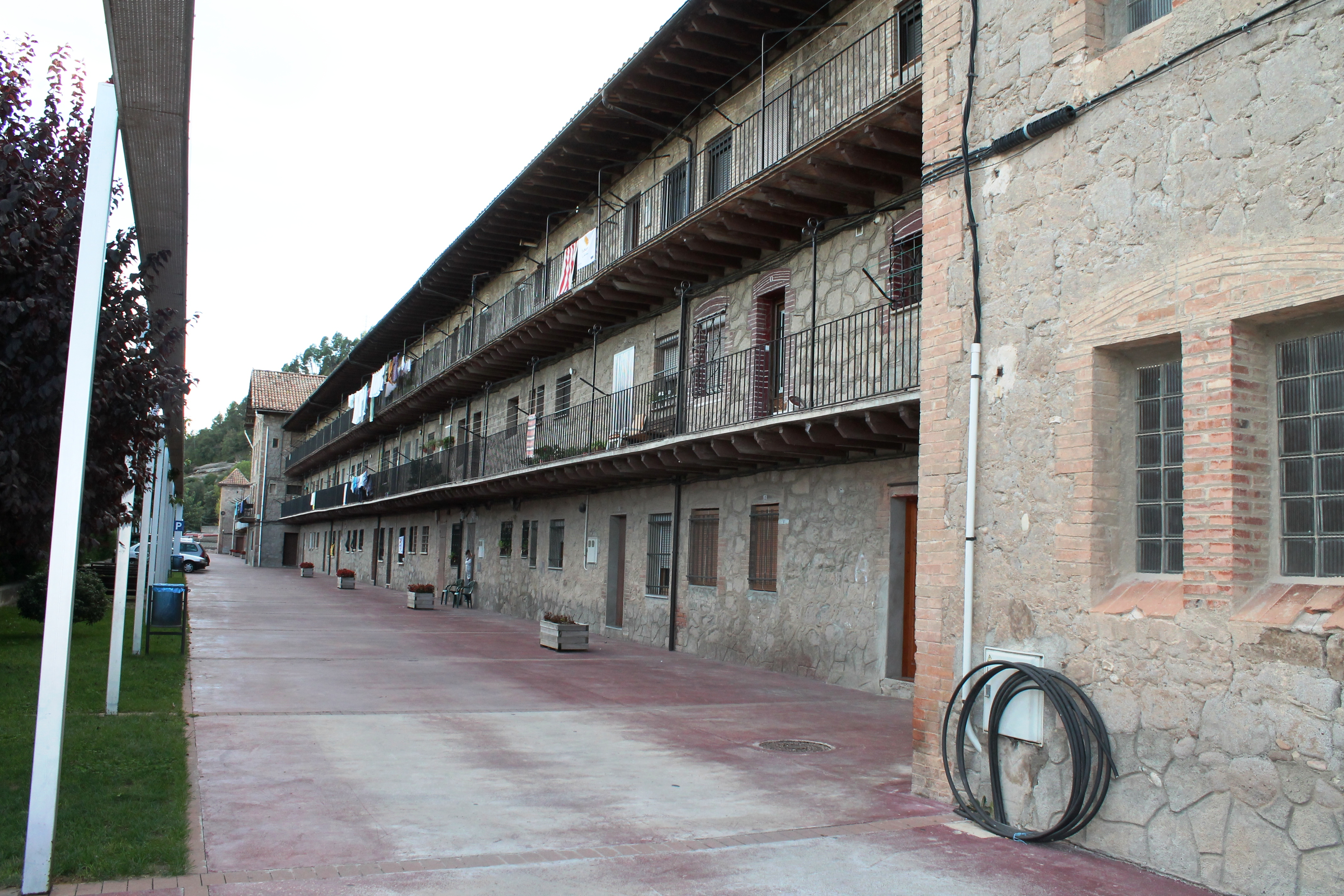
La Plana
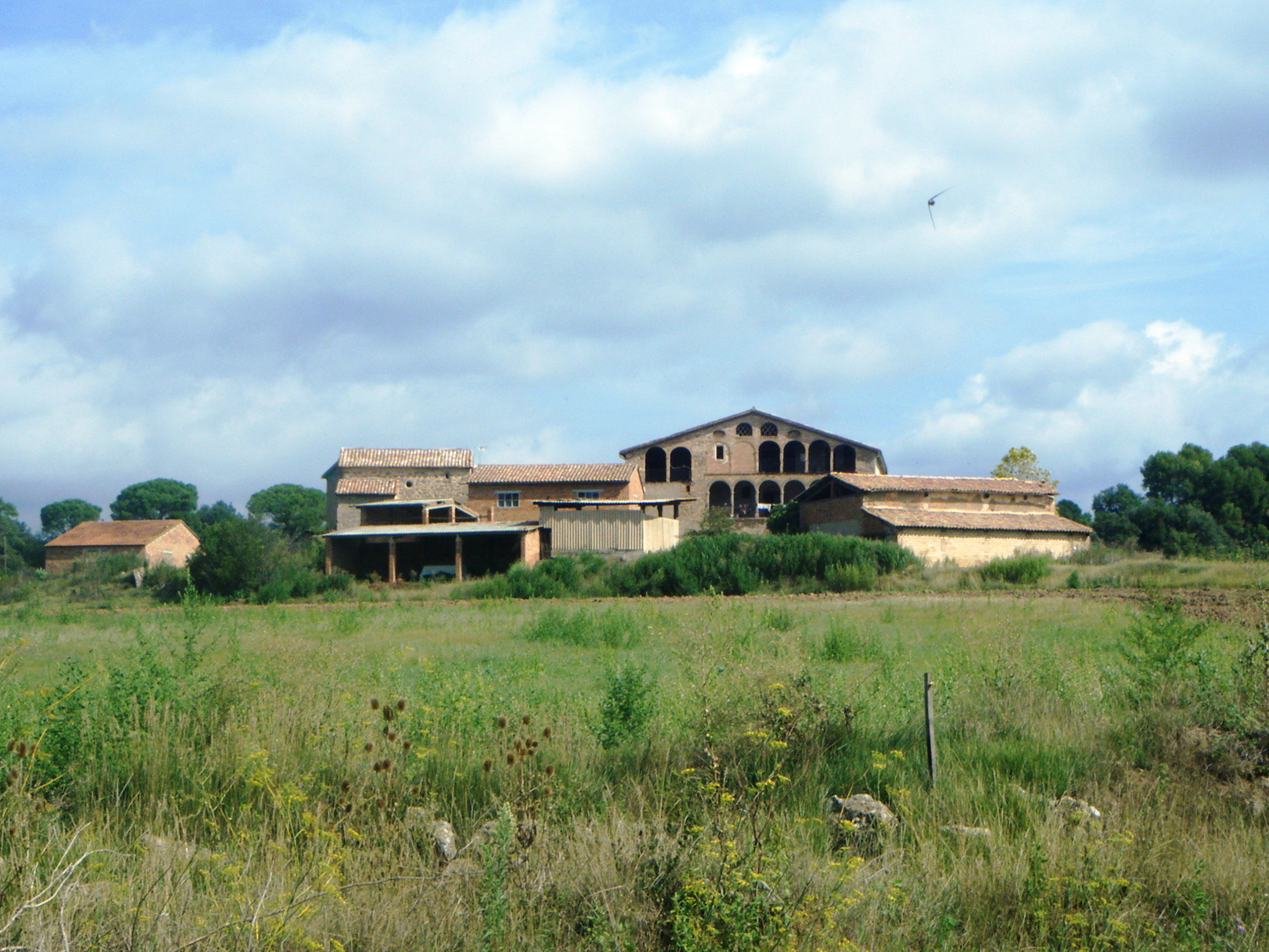
Bellús
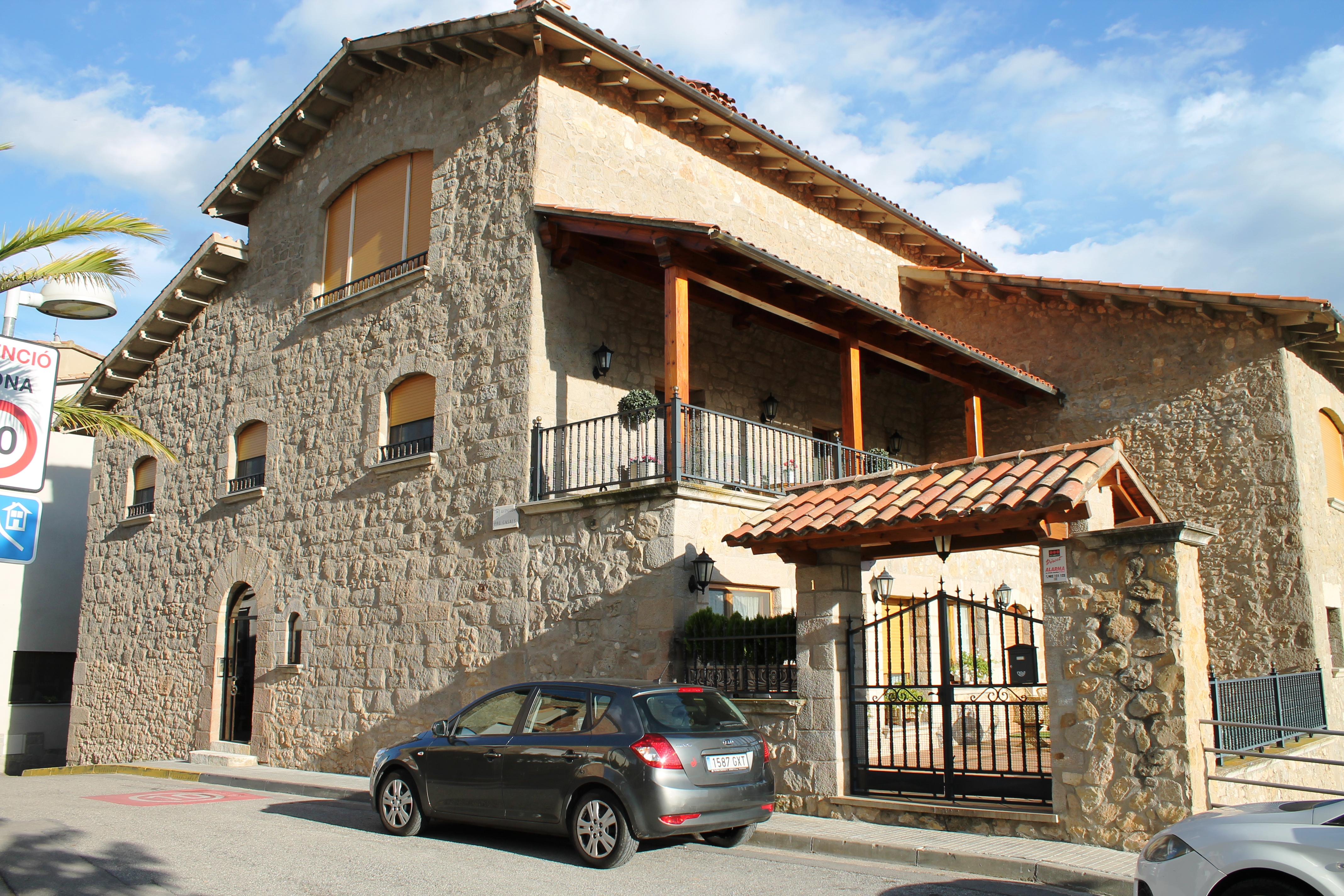
Salvans
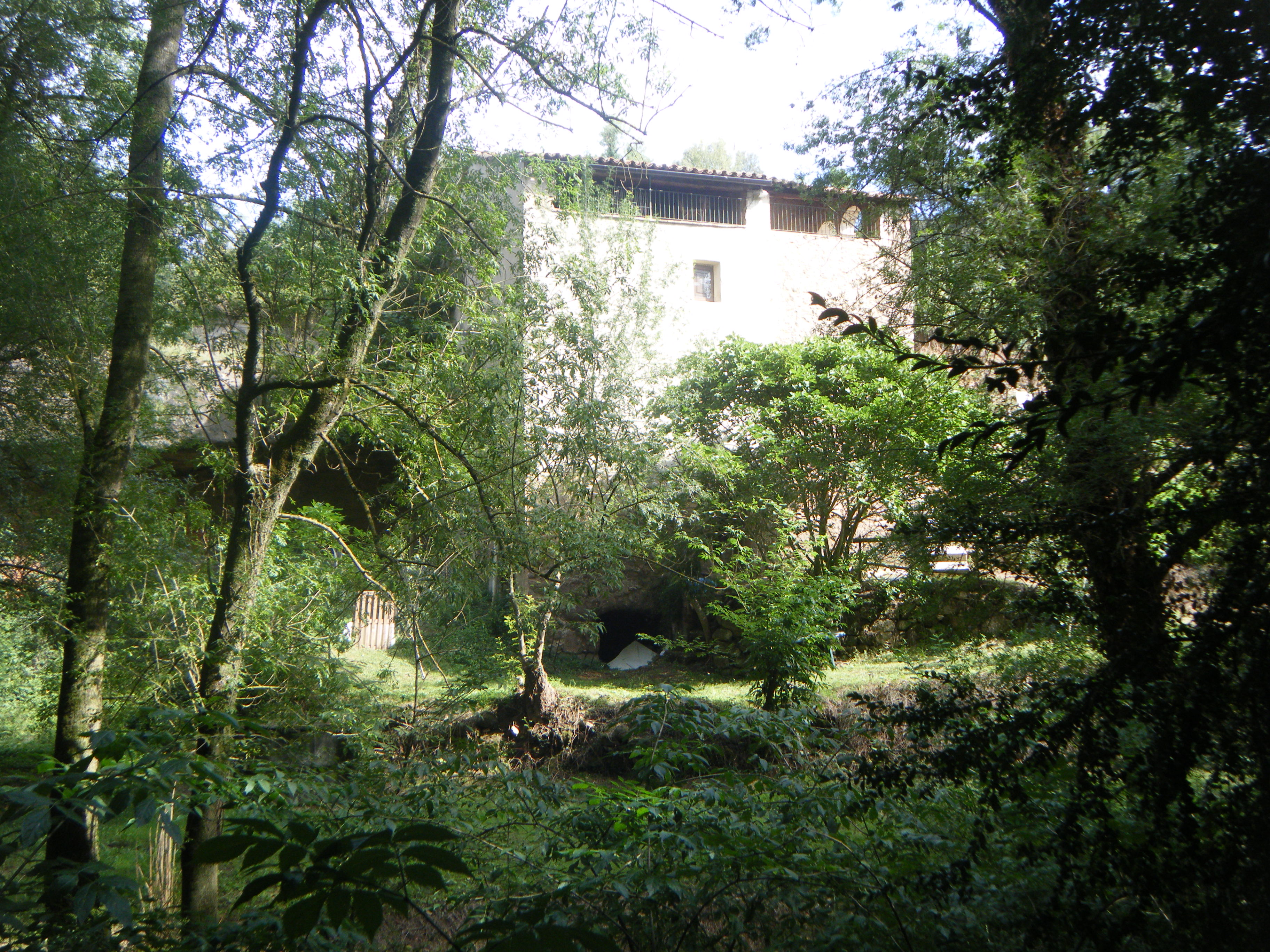
Molí de Bellús
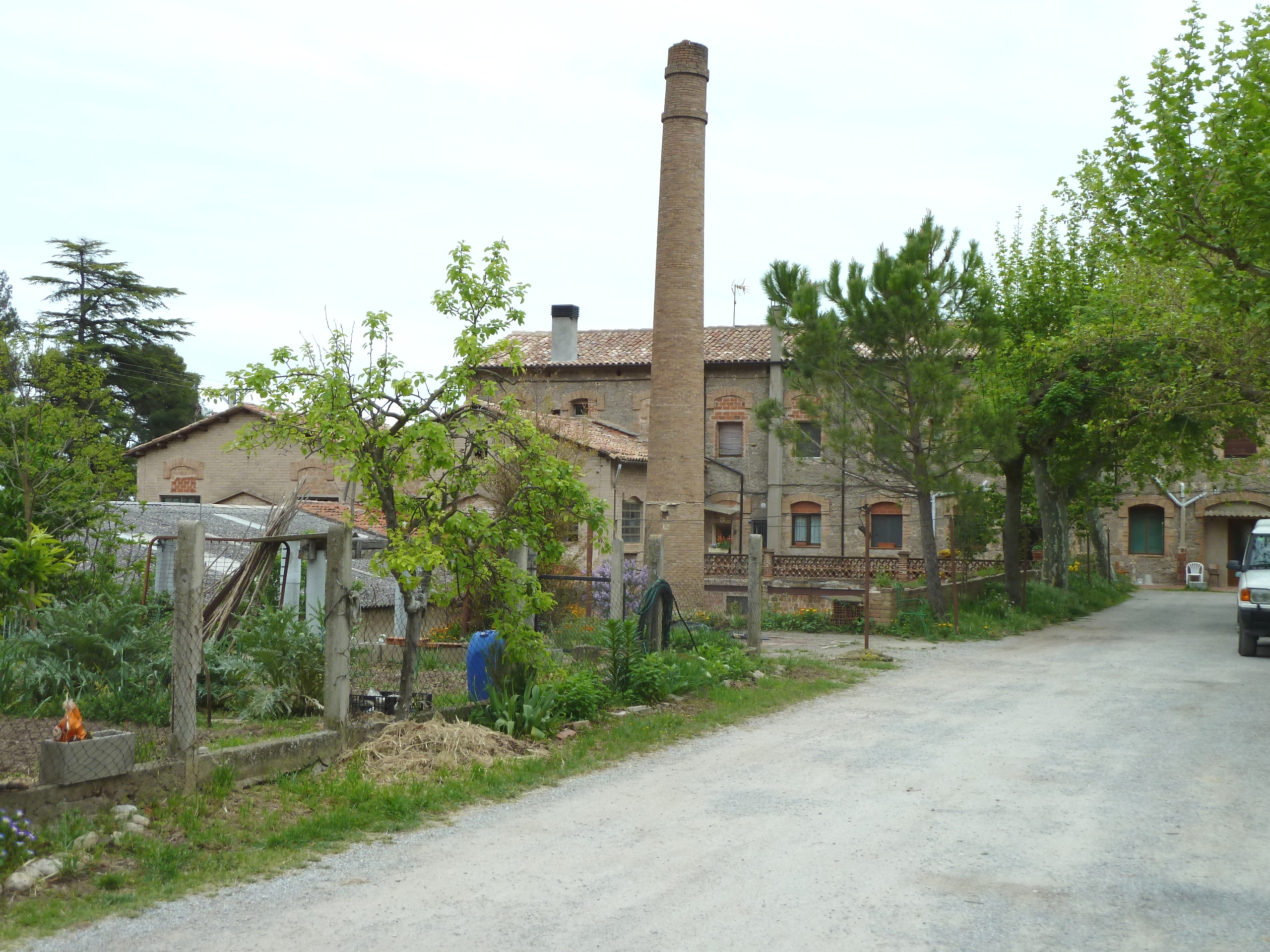
Molí del Castell
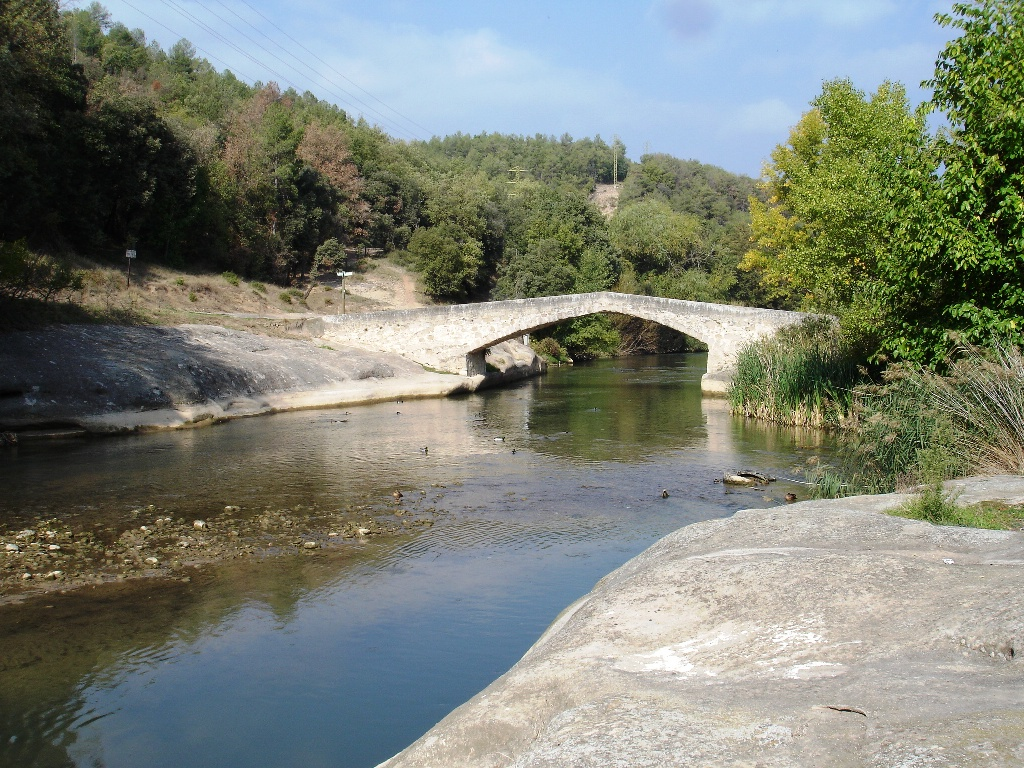
Pont d'Orniu
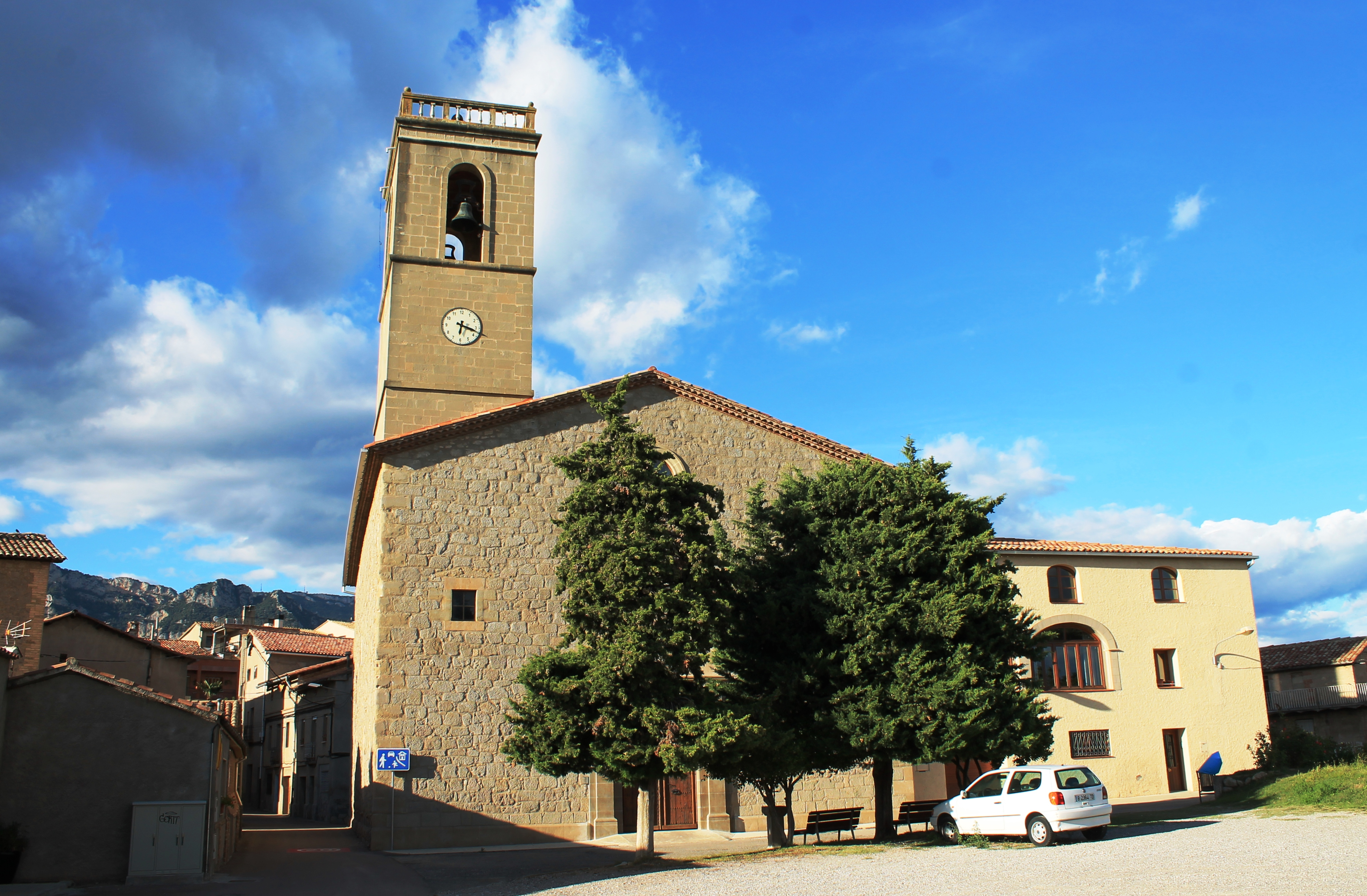
Sant Martí d'Avià
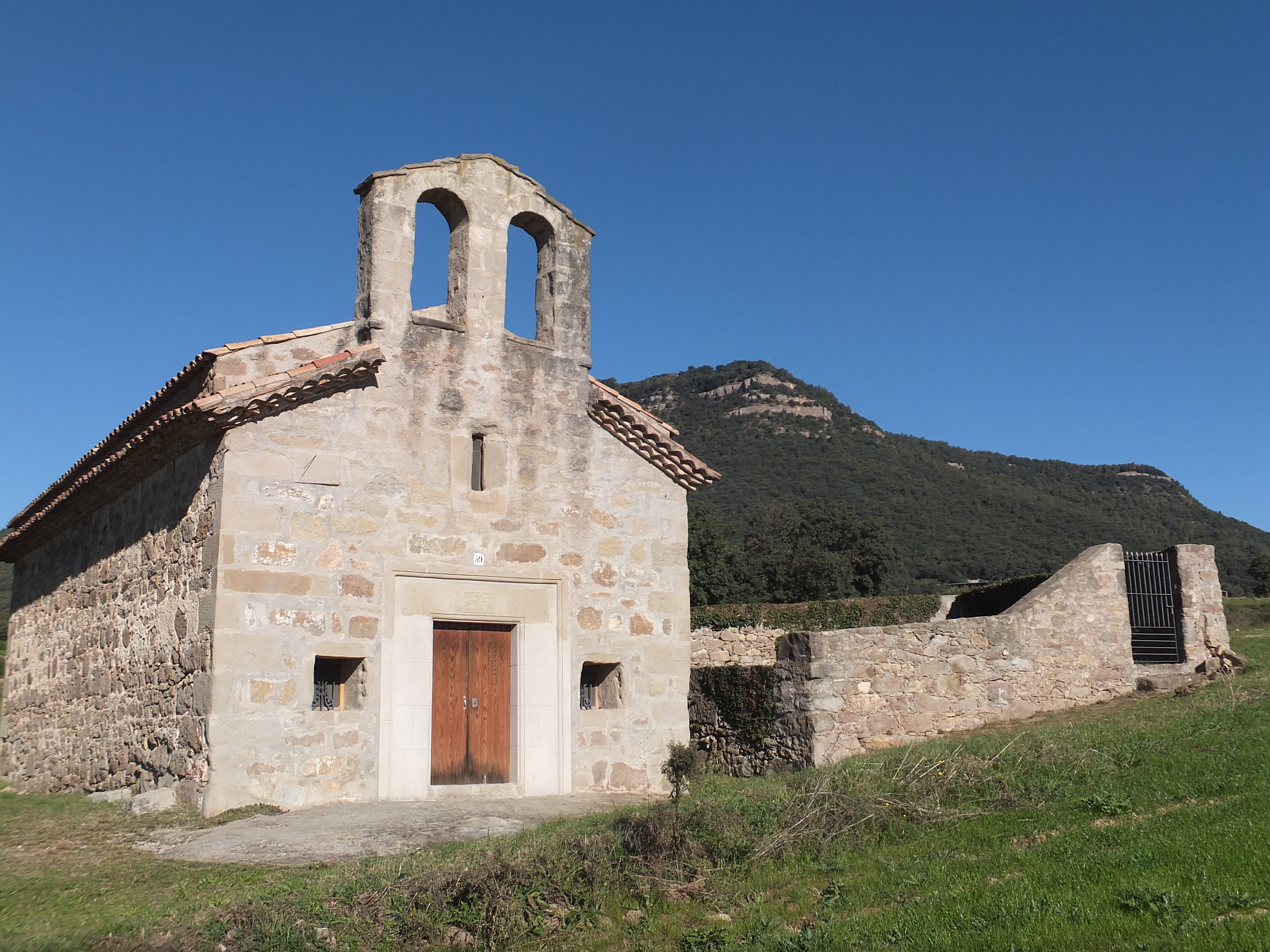
Sant Serni de Clarà
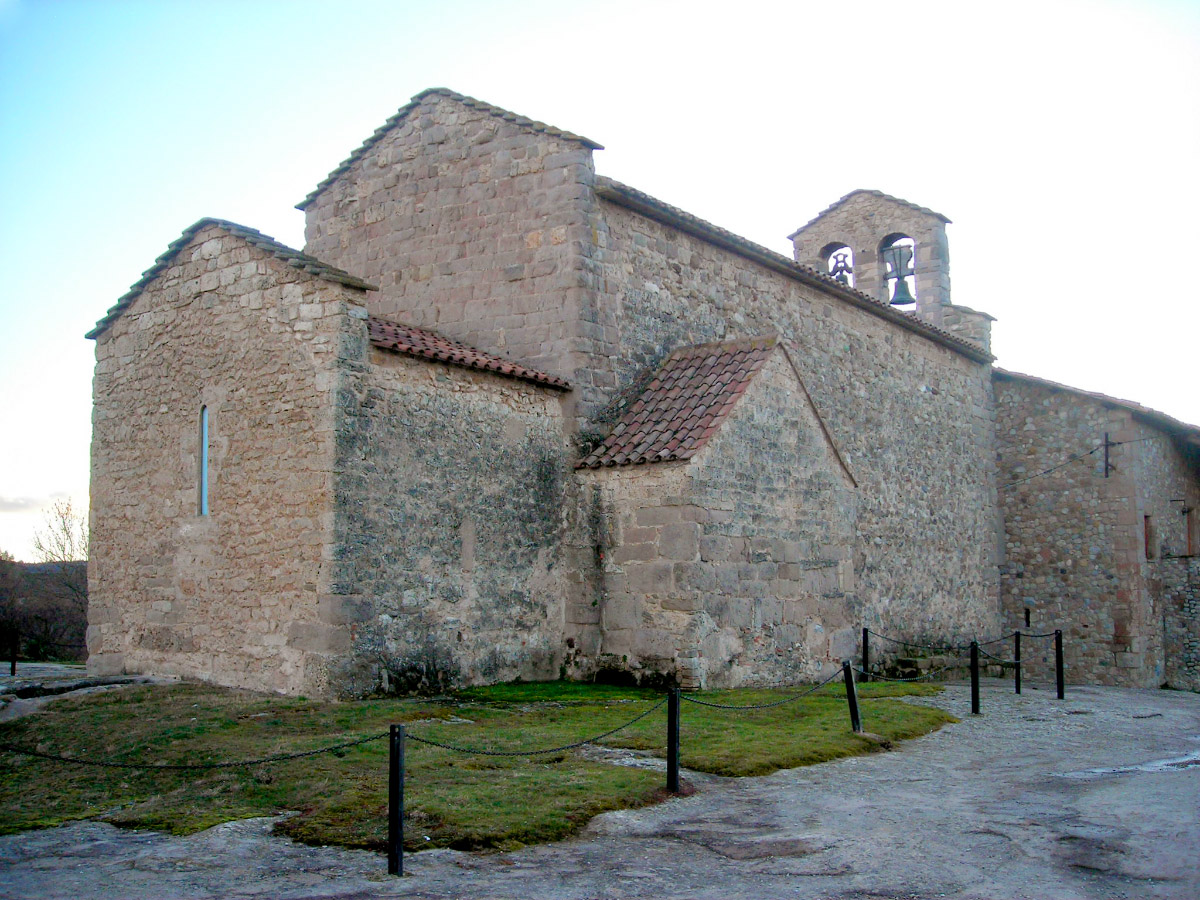
Sant Vicenç d'Obiols
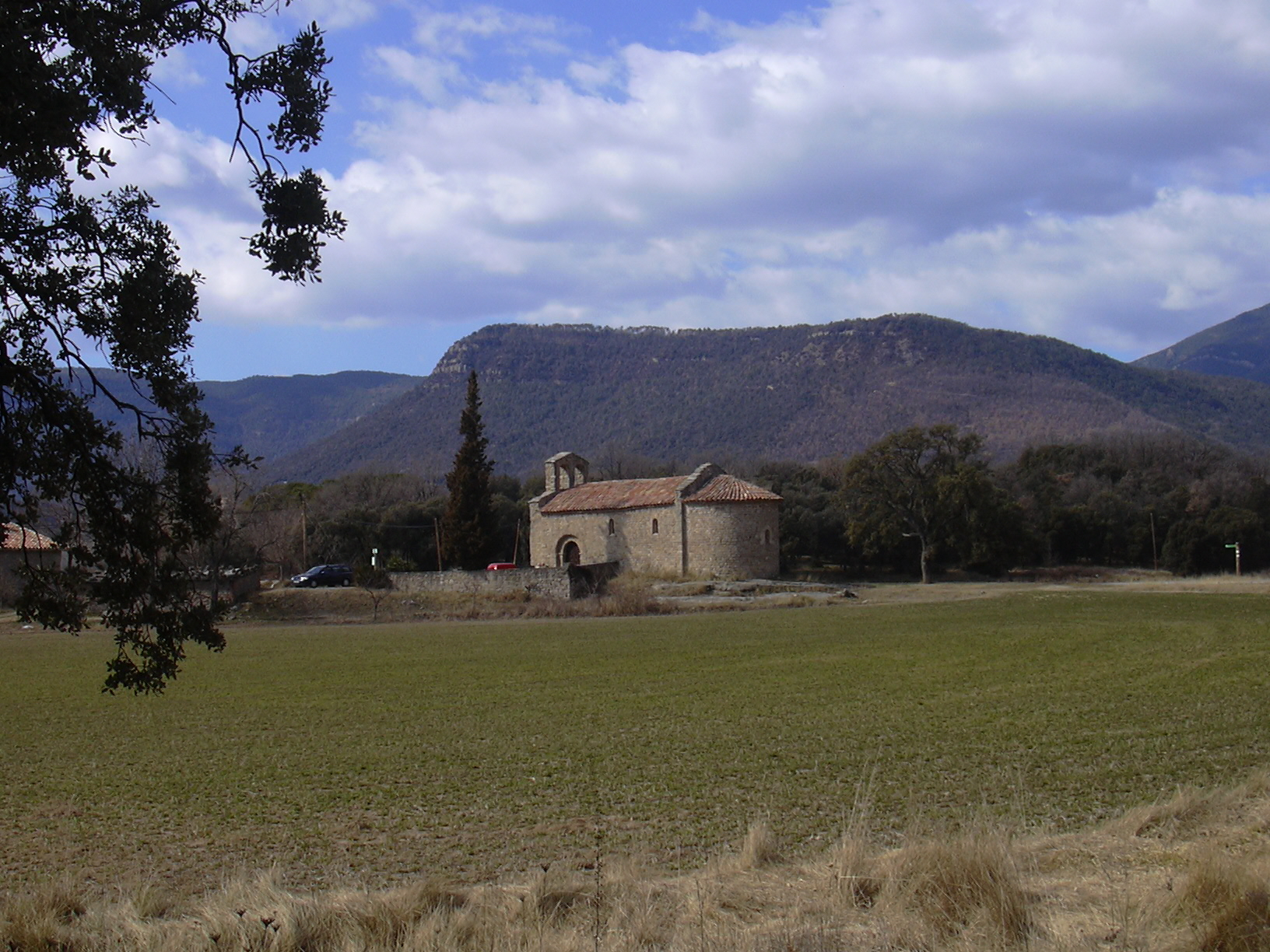
Santa Maria d'Avià
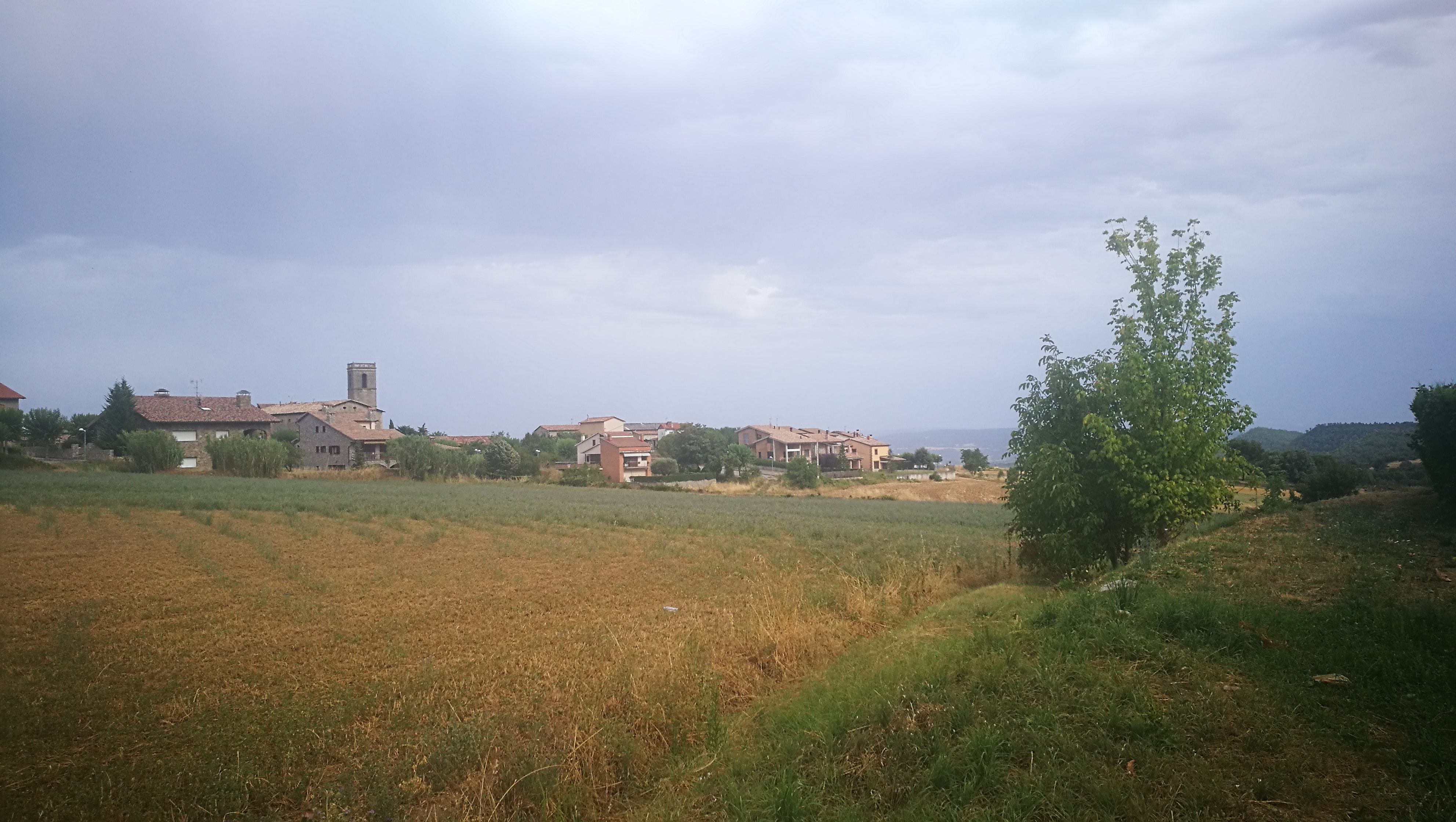
Avià from the swimming pool
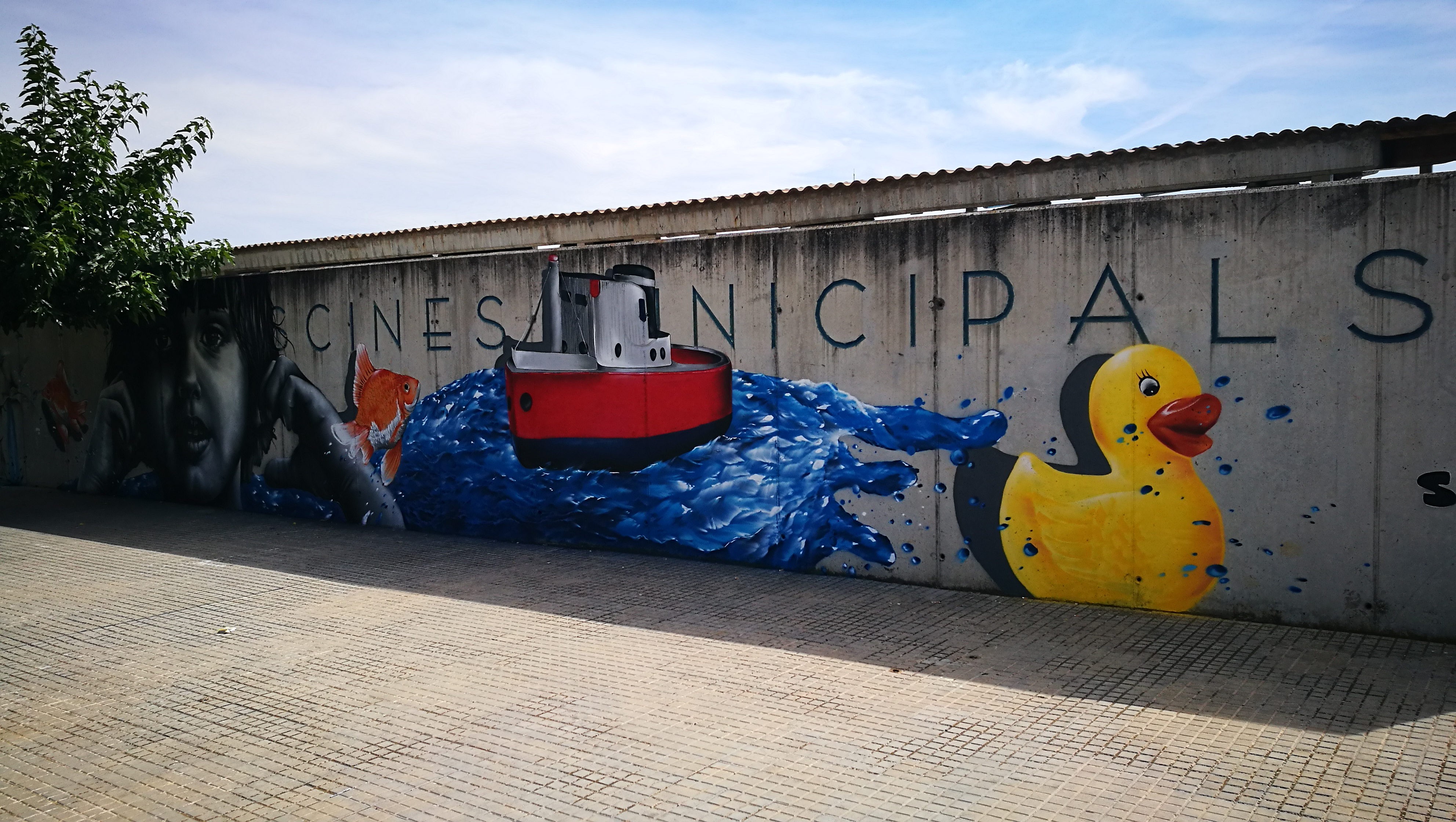
Graffiti in the swimming pool
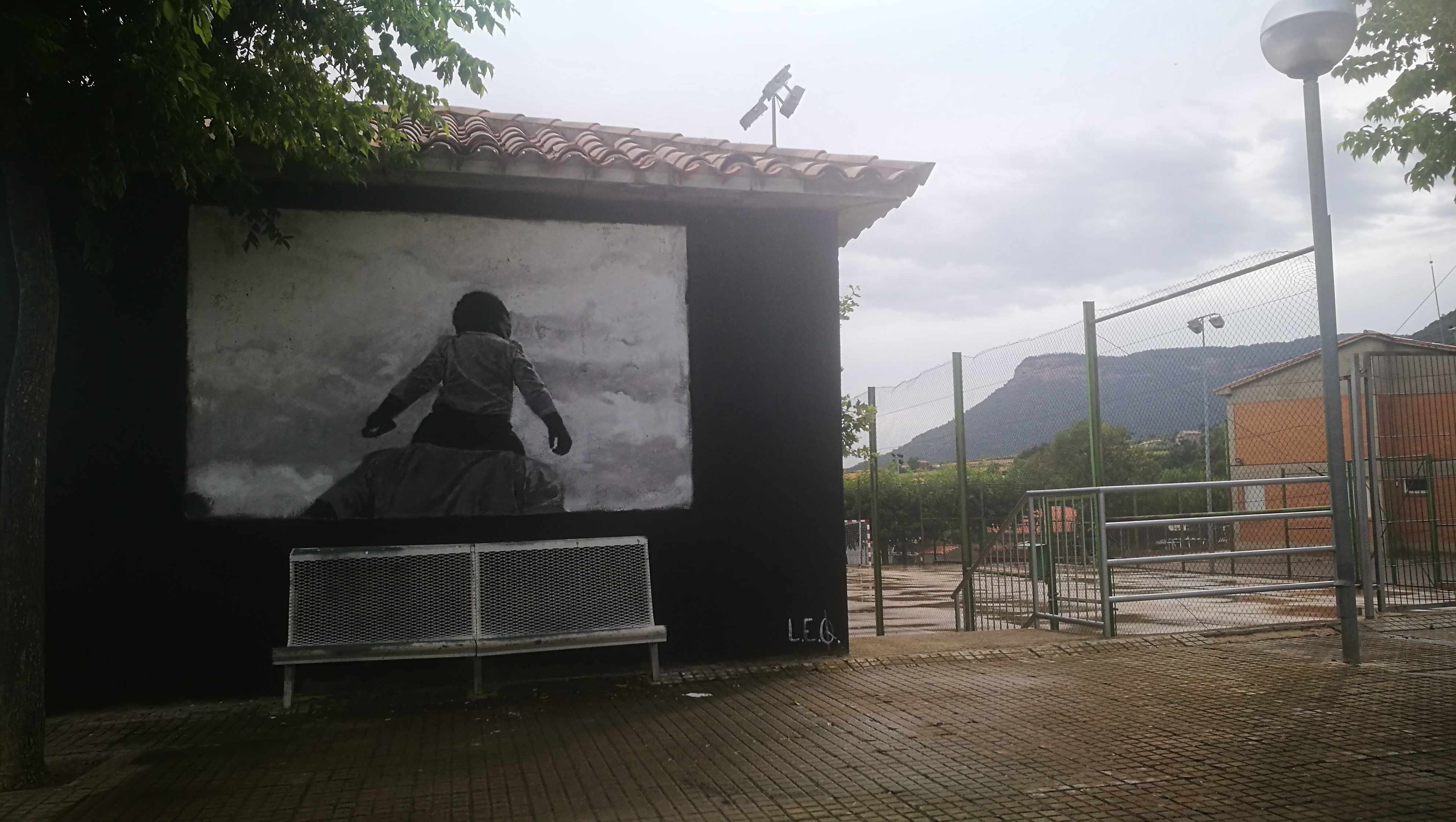
Graffiti close to the school